# The Shout
The Shout (em Portugal intitulado O Uivo, no Brasil Estranho Poder de Matar) é um filme britânico de 1978, realizado por Jerzy Skolimowski. Venceu o Grand Prix do Festival de Cannes em 1978.

## Elenco
- Alan Bates.... Crossley
- Susannah York... Rachel Fielding
- John Hurt... Anthony Fielding
- Robert Stephens... médico
- Tim Curry... Robert Graves
- Julian Hough... vigário
- Carol Drinkwater... esposa
- John Rees... inspetor
- Jim Broadbent...